# Beaumont-le-Roger
Beaumont-le-Roger település Franciaországban, Eure megyében. Lakosainak száma 2767 fő (2022. január 1.). Beaumont-le-Roger Serquigny, Barc, Beaumontel, Corneville-la-Fouquetière, Fontaine-l’Abbé, Grosley-sur-Risle, Launay, Le Noyer-en-Ouche és Mesnil-en-Ouche községekkel határos.

## Népesség
A település népességének változása:
| Lakosok száma | 2871 | 2711 | 2694 | 2914 | 2972 | 3012 | 2879 | 2794 | 2791 | 2767 |
|               | 1968 | 1982 | 1990 | 2006 | 2013 | 2015 | 2017 | 2019 | 2020 | 2022 |